# Pigen med nålen
Pigen med nålen (bra: A Garota da Agulha; prt: A Rapariga da Agulha) é um filme de 2024, do gênero terror psicológico histórico, dirigido por Magnus von Horn a partir de um roteiro que ele coescreveu com Line Langebek, vagamente baseado na história real da assassina em série dinamarquesa Dagmar Overbye, que manipulou mães empobrecidas para deixar seus filhos indesejados sob seus cuidados, como adotados, e posteriormente os assassinou. Ela foi condenada à morte pela primeira vez em 1921, mas mais tarde foi alterada para prisão perpétua. Overbye continua sendo a assassina em série mais prolífica da Dinamarca. Uma coprodução entre a Dinamarca, Polônia e Suécia, o filme foi estrelado por Vic Carmen Sonne e Trine Dyrholm.
O filme foi selecionado para competir pela Palm d'Or no 77.º Festival de Cinema de Cannes, onde estreou em 15 de maio de 2024 com aclamação da crítica. Foi nomeado um dos 5 melhores filmes internacionais de 2024 pelo National Board of Review. O filme, escolhido como a entrada dinamarquesa para Melhor Filme Internacional, foi indicado ao 97.º Oscar.

## Sinopse
Em Copenhague, a jovem grávida Karoline assume uma posição como ama de leite para uma mulher mais velha chamada Dagmar para ajudar a se sustentar. Dagmar opera uma agência de adoção clandestina sob o disfarce de uma loja de doces, auxiliando mães carentes a colocar seus recém-nascidos indesejados em lares adotivos. Karoline se aproxima de Dagmar, mas logo se depara com a realidade de pesadelo em que entrou involuntariamente.

## Elenco
- Vic Carmen Sonne como Karoline
- Trine Dyrholm como Dagmar Overbye
- Besir Zeciri como Peter
- Joachim Fjelstrup como Jørgen
- Tessa Hoder como Frida
- Avo Knox Martin como Erena
- Anders Hove como Juiz
- Ari Alexander como Svendsen

## Produção
"Pigen med nålen" é o terceiro longa-metragem de Magnus von Horn, depois de "Efterskalv" (2015) e "Sweat" (2020). Ele o descreveu como um "conto de fadas para adultos", e foi motivado "não apenas a fazer uma peça de gênero direta, [mas] a flertar com o gênero. Isso se tornou uma ótima lente para olhar a história, para mim, para o diretor de fotografia, para os cenógrafos e para os figurinos". O filme foi produzido por Malene Blenkov para a Nordisk Film Denmark e Mariusz Wlodarski para a Lava Films (Polônia), em coprodução com a Nordisk Film Sweden.

## Lançamento
"Pigen med nålen" foi selecionada para competir pela Palma de Ouro no Festival de Cinema de Cannes, onde teve sua estreia mundial em 15 de maio de 2024. A produção fez sua estreia norte-americana na seção Apresentações Especiais do 49.º Festival Internacional de Cinema de Toronto, em 5 de setembro de 2024. O filme também foi selecionado para o MAMI Mumbai Film Festival 2024, onde foi exibido na seção Cinema Mundial.
As vendas internacionais foram administradas pela The Match Factory, cuja controladora Mubi adquiriu os direitos de distribuição do filme para a América do Norte e Latina, Reino Unido, Irlanda, Alemanha, Áustria, Itália, Turquia e Índia alguns dias após sua estreia. O filme estreou em Nova Iorque e Los Angeles em 6 de dezembro de 2024. A Gutek Film distribuiu o filme na Polônia em 17 de janeiro de 2025, sob o título "Dziewczyna z igłą". Na Dinamarca, a Nordisk Film Distribution lançou o filme em 23 de janeiro de 2025.